# Hvar - od Prapratna do Karnjakuše
Hvar - od Prapratna do Karnjakuše este o arie protejată (sit de importanță comunitară — SCI) din Croația întinsă pe o suprafață de 1.130,79 ha, integral pe uscat.

## Localizare
Centrul sitului Hvar - od Prapratna do Karnjakuše este situat la coordonatele 43°09′29″N 16°47′20″E / 43.158°N 16.789°E.

## Înființare
Situl Hvar - od Prapratna do Karnjakuše a fost declarat sit de importanță comunitară în iulie 2013 pentru a proteja 1 specie de animale.

## Biodiversitate
Situată în ecoregiunea mediteraneană, aria protejată conține 3 habitate naturale: Peșteri marine scufundate complet sau parțial, Păduri de Quercus ilex și Quercus rotundifolia, Păduri de pin mediteraneene cu pini mezogeni endemici.
La baza desemnării sitului se află o specie protejată de  mamifere: liliacul mare cu potcoavă (Rhinolophus ferrumequinum).
Pe lângă speciile protejate, pe teritoriul sitului au mai fost identificate 4 specii de plante.